# Popis stanovništva u Bosni i Hercegovini 1971.
Popis stanovništva u Bosni i Hercegovini je izvršen 1971. godine. Država, čiji je Bosna i Hercegovina bila dio, u međuvremenu je dobila novi naziv - Socijalistička Federativna Republika Jugoslavija. Prema popisu stanovništva na površini od 51.197 km2, 1971. godine u Bosni i Hercegovini živjelo je 3.746.111 stanovnika. 
- Broj stanovnika: 3.746.111
- Broj stanovnika ženskog spola: 1.911.511 ( +76.911)
- Broj stanovnika muškog spola: 1.834.600
- Broj žena u odnosu prema broju muškaraca 1040 : 1000
- Broj domaćinstava: 848.545
- Veličina prosječnog domaćinstva: 4.4 člana/domaćinstvu
- Gustoća naseljenosti: 73.2 stanovnika/km2
- Prosječna starost žena: - godina
- Prosječna starost muškaraca: - godine

## Ukupni rezultati po nacionalnoj osnovi
| Narod                        | Broj      | Udio    |
| Muslimani                    | 1.482.430 | 39.57 % |
| Srbi                         | 1.393.148 | 37.19 % |
| Hrvati                       | 772.491   | 20.62 % |
| Jugoslaveni                  | 43.796    | 1.17 %  |
| Crnogorci                    | 13.021    | 0.35 %  |
| Makedonci                    | 1.773     | 0.05 %  |
| Slovenci                     | 4.053     | 0.11 %  |
| Albanci                      | 3.764     | 0.10 %  |
| Česi                         | 871       | 0.02 %  |
| Talijani                     | 673       | 0.02 %  |
| Židovi                       | 708       | 0.02 %  |
| Mađari                       | 1.262     | 0.03 %  |
| Nijemci                      | 300       | 0.01 %  |
| Poljaci                      | 757       | 0.02 %  |
| Romi                         | 1.456     | 0.04 %  |
| Rumunji                      | 189       | 0.01 %  |
| Rusi                         | 507       | 0.01 %  |
| Rusini                       | 141       | <0.01 % |
| Slovaci                      | 279       | 0.01 %  |
| Turci                        | 477       | 0.01 %  |
| Ukrajinci                    | 5.333     | 0.14 %  |
| ostali                       | 602       | 0.02 %  |
| nisu se nacionalno izjasnili | 8.482     | 0.23 %  |
| regionalno                   | -         | - %     |
| nepoznato                    | 9.598     | 0.26 %  |